# Защо аз?
„Защо аз?“ е игрален филм по действителен случай от 2015 г. Копродукция между Румъния, България и Унгария на режисьора Тудор Джурджу.
Филмът е заснет по действителен случай и разказва за румънския прокурор Кристиан Панаит, получил задача да разследва по-висшестоящ прокурор, забъркан в корупция. Подложен на натиск от своите началници, на 10 април 2002 г. се самоубива на 29-годишна възраст. С това свое действие става герой в борбата с корупцията в Румъния.
Световната премиера на филма е по време на Филмовия фестивал в Берлин „Берлинале“ през 2015 г. В България е представен на София Филм Фест – 2015 г.

## Награди
- На София Филм Фест през 2015 г. получава наградата на критиката.[2]